# Belonochasma
Belonochasma (nombre que significa "boca con agujas") es un género de gnatostomado del Mesozoico de Franconia, Baviera, en la actual Alemania. Alguna vez se pensó que era un pterosaurio, pero la idea fue descartada por Oskar Kuhn en 1961, lo cual fue confirmado por Peter Wellnhofer en 1978.